# Hinterglemmtal
Hinterglemmtal är en dal i Österrike.   Den ligger i förbundslandet Salzburg, i den centrala delen av landet, 300 km väster om huvudstaden Wien.
I omgivningarna runt Hinterglemmtal växer i huvudsak blandskog. Runt Hinterglemmtal är det ganska glesbefolkat, med 34 invånare per kvadratkilometer.